# 伊提·马尔杜克·巴拉图
伊提·马尔杜克·巴拉图（约公元前1139年—约公元前1132年在位）（英語：Itti-Marduk-balatu）伊辛第二王朝第二任国王。他曾多次入侵亚述。